# 笹村吉郎

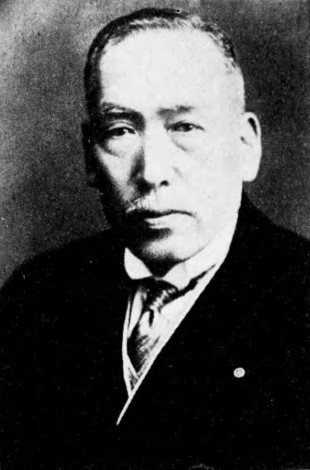
笹村吉郎

笹村 吉郎（ささむら きちろう、1867年5月14日（慶應3年4月11日） - 1960年（昭和35年）7月24日）は、日本の技術者、実業家。日本で先駆け的にディーゼル機関を開発し、新潟鐵工所社長や同社会長を務めた。

## 人物・経歴
長州藩士の長男として萩町川島村（現山口県萩市大字川島）に生まれる。父が「士族の商法」で事業に失敗したため中学校に進学する資金がなく、公費で通える山口師範学校（現山口大学教育学部）を1885年に卒業し、船木小学校校長となった。その後叔父の援助などもあり、1892年に東京工業学校（現東京工業大学）機械科を卒業し、東京石川島造船所へ入社した。
銅ヶ丸鉱山機械課長を経て、1897年日本石油付属新潟鉄工所技師長に就任。やがて内藤久寛社長の知遇を得て、1910年に新潟鐵工所が設立されると専務取締役に就任した。ディーゼル機関の開発に成功して事業を拡大させ、1929年からは社長を務めた。1935年蔵前工業会理事長。1940年新潟鐵工所会長。同年笹村機械工学奨励会を設立。

## 著書
- 『過き来し跡』笹村吉郎 1934年